# Американська програма допомоги у додатковому харчуванні

SNAP логотип

Програма продовольчих талонів (англ. The food stamp program, від 2008 року — Supplemental Nutrition Assistance Program (SNAP) — «додаткова програма продовольчої допомоги») — головна програма продовольчої допомоги у США. 
Програма є федеральною, перебуває у віданні Міністерство сільського господарства й передбачає фінансову допомогу для придбання харчових продуктів людям і сім'ям із низьким або нульовим доходом.

## Історія
Запроваджена у 1961 році як тимчасова, програма стала постійною з 1964 року. Передбачала випуск купонів, які давали право малозабезпеченим верствам населення отримувати на них продукти харчування в торговій мережі. З середини 90-х років купони були скасовані та замінені фінансовою допомогою, для якої відкривається рахунок у розмірі місячної суми, яка перераховується на пластикову картку.
Станом на 1995 рік вартість програми становила 27,7 млрд. доларів на рік, вона забезпечувала 27 млн осіб і за обсягом фінансування перевищувала всі інші подібні програми, взяті разом.
2008 року програму було перейменовано на англ. Supplemental Nutrition Assistance Program (SNAP).
Після економічного спаду, який почався в 2008 році, використання продовольчих талонів зросло. У червні 2009 року розмір середньомісячної допомоги становив US $ 133,12 на людину.
У квітні 2011 року програма охоплювала 46 мільйонів американців, або 15% населення. У Вашингтоні (округ Колумбія) і Міссісіпі, більше, ніж п'ята частина населення отримувала талони на харчування.
У 2016 фінансовому році у програмі SNAP брали участь у середньому 44,2 млн. осіб на місяць (майже 14% населення країни). Середні виплати на одну особу становили 125,5 $ на місяць, а в цілому програма коштувала 70,8 млрд. $ на рік (70% фінансування всіх 15 державних програм продовольчої допомоги). 

Претендувати на участь у програмі SNAP могли особи з доходами, що не перевищували 130% від межі бідності. Наприклад, американець-одинак міг претендувати на таку допомогу, якщо отримував не більше 15 678 $ на рік (1307 $ на місяць).